# Neighbours
Neighbours (en español: Vecinos) fue un  drama televisivo australiano ganador de varios Premios Logie.
El programa se estrenó el 18 de marzo de 1985 en Australia. A pesar de que en sus inicios fue cancelada por su canal de emisión original Seven Network, Neighbours fue aceptada por la cadena Network Ten, era una de las series de más larga duración en la historia de la televisión australiana y del mundo.
Neighbours es una de las series más populares de Australia junto a la exitosa  Home and Away.
Las historias de Neighbours exploran las vidas domésticas de los residentes del suburbio Ramsay Street un suburbio ficticio de Erinsborough. Ramsay es una calle corta que consta de seis casas y la cual está rodeada por un vecindario, que incluye una escuela, hospital, taller, hotel, tienda, bar y un gimnasio.
Neighbours fue creado por Reg Watson y ha contado con la participación de actores, luchadores y cantantes invitados como Alan Dale, Anne Haddy, Anne Charleston, Kylie Minogue, Chris Lowe,  Jason Donovan, Guy Pearce, Jesse Spencer, Radha Mitchell, Ian Smith, Chris Hemsworth, Liam Hemsworth, Luke Hemsworth, John Wood, Craig McLachlan, Natalie Bassingthwaighte, Kristian Schmid, Natalie Imbruglia, Holly Valance, Delta Goodrem, Dean Geyer, Lily Allen, Russell Crowe, Emma Bunton, Batista, Rove McManus, The Veronicas, Paula Abdul, Katherine Kelly Lang, Scott Timlin, Jamie Lawson, Patti Newton, Russell Brand, entre otros...
En el 2005 la serie fue introducida al Salón de la Fama de los premios Logie.

## Historia
Cuando la serie comenzó, en 1985, se centraba en tres familias: los Ramsay, los Robinson y los Clark.
Las historias que se muestran en la serie son acerca de relaciones, tragedias y crímenes. 
En los últimos años el programa ha presentado temas controvertidos como la sexualidad, el embarazo, las apuestas y el alquiler de úteros.

## Personajes

### Personajes principales[12]
| Actor               | Personaje               | Trabajo                        | Episodios | Temporada                      |
| ------------------- | ----------------------- | ------------------------------ | --------- | ------------------------------ |
| Stefan Dennis       | Paul Robinson           | Copropietario de Charlie's     | 4,286     | 1985-1993, 2004-presente       |
| Geoff Paine         | Clive Gibbons           | Doctor                         | 438       | 1986-1987, 1989, 2017-presente |
| Annie Jones         | Jane Harris             | -                              | 658       | 1986-1989, 2005, 2018-presente |
| Alan Fletcher       | Karl Kennedy            | Doctor                         | 4,068     | 1994-presente                  |
| Jackie Woodburne    | Susan Kennedy           | Directora de Erinsborough High | 2,638     | 1994-presente                  |
| Ryan Moloney        | Toadie Rebecchi         | Abogado                        | 2,582     | 1995, 1996-presente            |
| Jacinta Stapleton   | Amy Greenwood           | -                              | 203       | 1997-2000, 2005, 2020-presente |
| Chris Milligan      | Kyle Canning            | -                              | 2,082     | 2008-2016, 2016, 2019-presente |
| Colette Mann        | Sheila Canning          | Camarera                       | 1,076     | 2012-presente                  |
| Scarlett Anderson   | Nell Rebecchi           | -                              | 522       | 2013-presente                  |
| Rebekah Elmaloglou  | Terese Willis           | Gerente del Hotel Lassiter's   | 1,099     | 2013-presente                  |
| Matt Wilson         | Aaron Brennan           | -                              | 1,357     | 2015-presente                  |
| Ben Hall            | Ned Willis              | -                              | 1,147     | 2016 -2017, 2018-presente      |
| Takaya Honda        | David Tanaka            | Doctor                         | 1,023     | 2016-presente                  |
| Olivia Junkeer      | Yashvi Rebecchi         | -                              | 492       | 2017-presente                  |
| April Rose Pengilly | Chloe Brennan           | -                              | 512       | 2018-presente                  |
| Bonnie Anderson     | Beatrix "Bea" Nilsson   | -                              | 494       | 2018-presente                  |
| John Turner         | Hugo "Sunfish" Rebecchi | -                              | 282       | 2018, 2019-presente            |
| Zima Anderson       | Roxy Willis Ramsay      | Dueña del Bar "Back Lane"      | 339       | 2019-presente                  |
| Jemma Donovan       | Harlow Robinson         | -                              | 340       | 2019-presente                  |
| Georgie Stone       | Mackenzie Hargreaves    | -                              | 252       | 2019-presente                  |
| Benny Turland       | Hendrix Greyson         | -                              | 46        | 2019-presente                  |
| Richie Morris       | Levi Canning            | Oficial de la Policía          | 215       | 2020-presente                  |
| Charlotte Chimes    | Nicolette Stone         | Enfemera                       | 203       | 2020-presente                  |

### Personajes recurrentes
| Actor            | Personaje      | Ocupación                                             | Episodios | Duración                            |
| ---------------- | -------------- | ----------------------------------------------------- | --------- | ----------------------------------- |
| Ben Anderson     | Tim Collins    | Abogado                                               | 106       | 2001-2005, 2007-2010, 2013-presente |
| Jeff Gobbels     | Kurt Bridges   | Miembro del Equipo de Respuesta a Incidentes Críticos | 3         | 2017, 2020, 2021-presente           |
| Lloyd Will       | Andrew Rodwell | Oficial de la Policía                                 | 4         | 2018, 2020, 2021-presente           |
| Sally-Anne Upton | Vera Punt      | Enfermera                                             | 8         | 2019-presente                       |
| Jazz Bell        | Stevie Hart    | Doctora Obstetra                                      | 4         | 2019, 2021-presente                 |
| Lachlan Millar   | Richie Amblin  | Estudiante de Erinsborough High                       | 36        | 2019-presente                       |
| Amanda Harrison  | Angela Lane    | Miembro de la Asociación de Padres y Maestros         | 10        | 2019-presente                       |
| Texas Watterston | Brent Colefax  | Estudiante                                            | 41        | 2020-presente                       |
| Nathan Borg      | Curtis Perkins | Maestro                                               | 11        | 2021-presente                       |
| Cameron Robbie   | Jesse Porter   | Bartender                                             | 5         | 2021-presente                       |
| Toby Derrick     | Holden Brice   | -                                                     | 5         | 2021-presente                       |
| Shareena Clanton | Sheila Canning | Dueña de "The Hive"                                   | 12        | 2021-presente                       |

### Próximas salidas
| Actor           | Personaje   | Última aparición |
| --------------- | ----------- | ---------------- |
| Bonnie Anderson | Bea Nilsson | 2021             |

### Próximos personajes
| Actor        | Personaje     | Fecha de Aparición              |
| ------------ | ------------- | ------------------------------- |
| Tim Kano     | Leo Tanaka    | regresará en 2021               |
| Sharon Johal | Dipi Rebecchi | regresará como invitada en 2021 |

## Ubicaciones
- Erinsborough - se encuentra a unos 18 km del centro de la ciudad de Melbourne. A menudo contrasta con los suburbios Eden Hills, West Waratah, Waratah Heights, Elliot Park, y Anson's Corner. La casa donde Harold vive ubicada en Pin Oak Court, Vermont South.

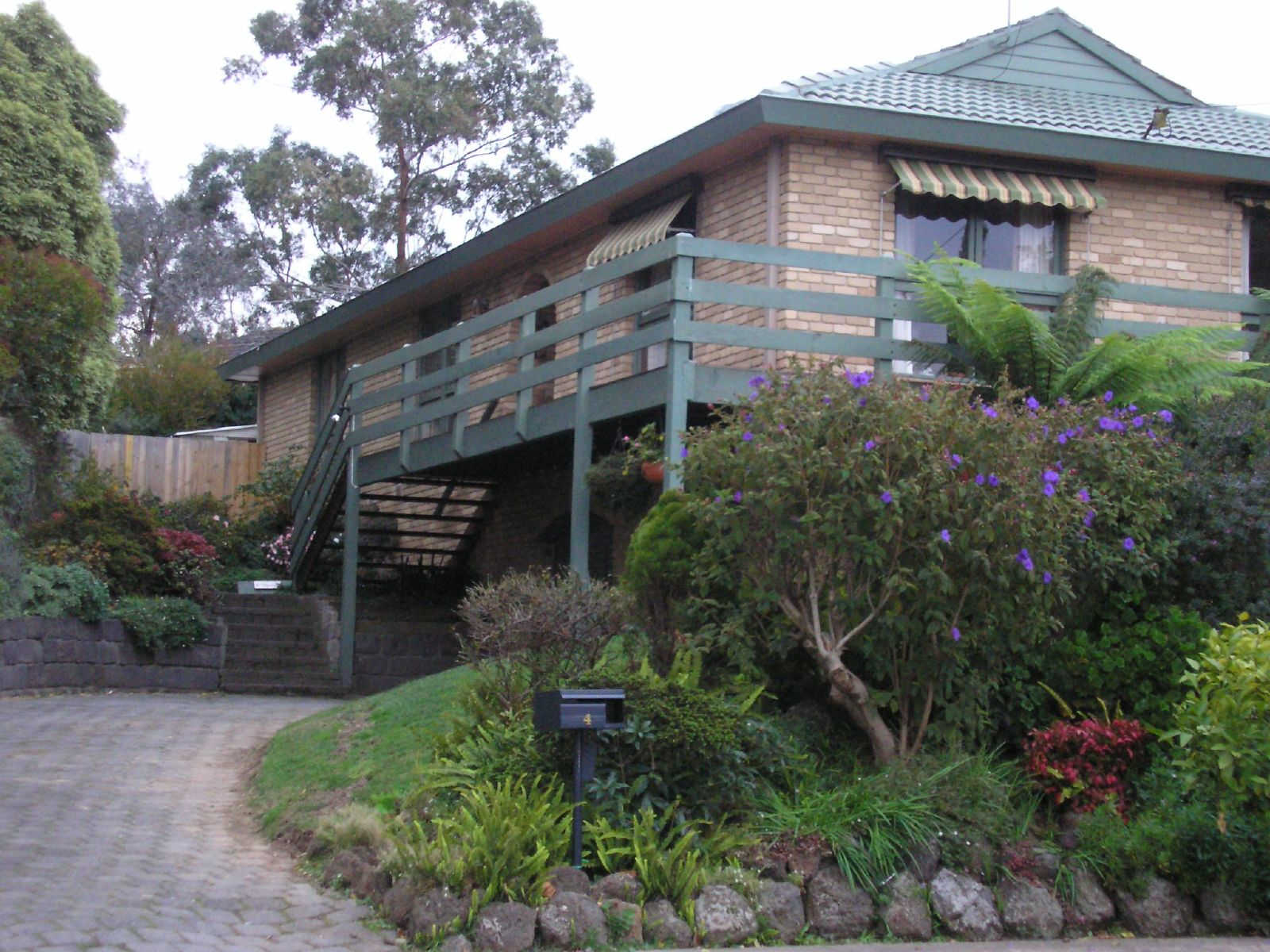
La casa donde Harold vive ubicada en Pin Oak Court, Vermont South.

- Ramsay Street - suburbio conformado por seis casas ubicado en Erinsborough, Melbourne. En la historia Ramsay Street es nombraba en honor a la prominente familia Ramsay; esta familia dejó la serie en el 2001 cuando su último miembro murió. Sin embargo en el 2009 los nietos de Max Ramsay se han mudado al suburbio donde viven otras familias. Para el aniversario del programa Bower anunció que la Calle Ramsay tendría un nuevo nombre, ahora se llamaría Avenida 25.[42]
- Erinsborough High - es la escuela secundaria donde asisten jóvenes entre 12 y 18 años y donde muchos de los residentes han trabajado. Entre ellos Dorothy Burke, Mike Young, Libby Kennedy, Susan Kinski, Paul Robinson entre otros. La escuela también es utilizada para eventos comunitarios como Serbian Youth Night.
- Grease Monkeys - es el restaurante de comida rápida, se encuentra en la calle anteriormente conocida como Carpenter Mechanics, propiedad de Lou Carpenter. Grease Monkeys fue propiedad de Harold y Madge Bishop, quienes se lo compraron a Portia Grant. El hijo adoptivo de Harol y Madge, Tad Reeves trabajó ahí por un tiempo, cuando la hija de Portia, Desi estaba a cargo. Monkeys es un lugar donde los adolescentes se reúnen. Sky Mangel trabajó ahí por un tiempo.
- Lassiter's Hotel Complex - En ella se encuentra el Bar, Restaurante, el Hotel Lassiter, la Tienda de Harold, Charlie's, Rebecchi Legal, entre otras.

## Spin-offs y webisodios
- Neighbours: Erinsborough High - Emitido el 11 de noviembre de 2019 y conformado por 5 episodios.[43]
- Hey Piper.
- Summer Stories - En el 2017 se anunció que la actriz Lesley Baker quien interpreta a Angie Rebecchi aparecería en los nuevos webisodios.[44]
- Road Trip.
- Neighbours vs Zombies.
- Brennan on the Run.
- Steph in Prison.

## Premios y nominaciones
Neighbours ha recibido una gran variedad de premios y nominaciones a lo largo de su transmisión, incluyendo 71 nominaciones a los Premios Logie, de los cuales ha ganado 30, así como nominaciones por "programa más popular durante la programación del día" en los National Television Awards. 
En 1997 ganó un premio por "mejor episodio en un drama televisivo de una serie", en los Australian Film Awards, ha sido nominado dos veces para los premios Rose D'Or, uno en el 2004 por Ryan Moloney y el otro en 2005 por Jackie Woodburne; también ha ganado dos premios AWGIE.

## Producción
Neighbours fue creada en 1985 por el ejecutivo australiano Reg Watson. Watson se basó en el show de la telenovela británica Coronation Street, y propuso la idea de hacer un show que se centrara en historias más realistas, a adolescentes y adultos que hablaran entre ellos y que resolvieran sus problemas juntos. Las escenas del exterior del hospital son tomadas del Hospital Austin.
Seven Network tomó la nueva serie tras el éxito que Watson había tenido con Sons and Daughters, el primer episodio fue transmitido el 18 de marzo de 1985, sin embargo la serie no obtuvo el rating esperado y fue cancelada por el canal tras solo cuatro meses.
El 20 de enero de 1986 Neighbours regresó a la televisión esta vez como parte de la cadena rival, Network Ten, quien lanzó la serie con el episodio 171 como el primero. Aunque al inicio la serie obtuvo un bajo rating, a finales de 1987 comenzó a ganar audiencia y popularidad, luego de que se añadieran nuevos personajes como Kylie Minogue y Jason Donovan quienes interpretaron a Charlene Mitchell y Scott Robinson. Sin embargo a principios del decenio de 1990 las audiencias disminuyeron aunque las cifras comenzaron a recuperarse ligeramente a finales de la década. 
Desde que la serie comenzó en 1985 se han usado una secuencia de títulos para introducir a los personajes principales que actualmente conforman la serie; las secuencias a menudo muestran a los personajes con su familia o amigos. En agosto de 2009 debutó un nuevo formato de los títulos, esta vez al inicio de la semana se mostraban las historias que pasarían durante la semana.
En la década de 2000, la telenovela rival Home and Away se volvió más popular que Neighbours. A partir de 2004 la serie atrajo a poco menos de un millón de televidentes por episodio. Home and Away obtuvo un promedio de 1.4 millones de espectadores mientras que Neighbours solo obtuvo 700,000. Así que la serie obtuvo una renovación en el 2007 que incluyó grabaciones de alta definición, una nueva versión de la canción del tema, nuevos títulos de apertura, nuevos personajes y la salida de otros; esto ocasionó que el rating subiera ligeramente. Los títulos de los episodios se quitaron, Daniel Bennett, el nuevo jefe del drama en Network Ten anunció que las historias de la Calle Ramsay regresarían a lo básico y se centraría más en las relaciones familiares y la realidad del suburbio. 
En julio de 2008 como respuesta a las críticas acerca de que la serie era "muy blanca", la productora ejecutiva Susan Bower tomó la decisión de añadir más extras de otras razas, además introdujo el personaje de Sunny Lee (interpretado por Hany Lee), un estudiante de intercambio de Corea del Sur.
El 26 de agosto de 2010 se dio a conocer que Neighbours se iba a cambiar de canal ahora en vez de pasar por el Ten Network pasará por el Eleven Network. La serie se transmitió en la cadena Ten por más de 24 años.
Neighbours celebró su 25.º aniversario, el 18 de marzo de 2010. La productora ejecutiva Susan Bower dijo que la serie tendría nuevos títulos de inicio, y que habría un episodio de una hora que mostrara la historia de la serie y también el futuro.
La temporada 27 de Neighbours regresó al aire el 10 de enero de 2011, mientras que la temporada 28 se estrenó el 16 de enero de 2012. La nueva temporada de Neighbours regresó al aire el 7 de enero de 2013.

## Tema principal
El tema musical de Neighbours fue compuesto por Tony Hatch y su esposa Jackie Trent escribió la letra. Desde 1985 ha habido seis versiones diferentes de la emisión del tema. La canción ha sido votada como la canción de televisión más reconocida en el mundo.
La primera versión fue lanzada en 1988 como una sola ocupando el lugar número 84, está versión contiene el tema de cierre completo y el último verso se repite dos veces. El inicio contiene una sección de guitarra y acordes de piano. Para el episodio 1001 otra versión con letra diferente fue lanzada por Mark Little y Cathy Farr y cantada por Lisa Armytage, Anne Charleston, Fiona Corke, Alan Dale, Annie Jones, Paul Keane, Craig McLachlan e Ian Smith. 
El inicio del tema de la segunda versión tuvo algunos cambios, esta vez se oían dos instrumentos principales la armónica y el piano eléctrico. Su emisión fue utilizada en junio de 1989 y su última emisión se dio en mayo de 1992; luego de ser reemplazado por la misma pieza pero más corta. La canción original fue grabada por Barry Crocker, quien también cantó la segunda versión.
La tercera versión utilizó el jazz, y funky, esta fue organizada por Peter Sullivan y cantada por Greg Hind, su debut se dio en mayo de 1992. El tema del cierre era diferente a las últimas dos, esta se concentraba exclusivamente en la repetición de la segunda estrofa de la canción. La cuarta versión fue compuesta por el director musical Chris Pettifer y cantada por los cantantes de Melbourne, Wendy Stapleton y Paul Norton, su debut fue en 1999; la canción tenía un estilo más de rock & roll y sonidos de guitarra eléctrica. 
La quinta versión fue lanzada en el 2002 con un pedazo más corto, cantada por Janine Maunder y arreglada por Steve Wade. En el 2006 una versión mezclada de la misma canción hizo su debut. La nueva versión de Neighbours es cantada por Sandra de Jong e hizo su debut el 23 de junio de 2007 como parte de una renovación de la serie. Esta versión fue arreglaba por el director musical de la serie Chris Pettifer y escrita por Adrian Hannan. 
Una versión sombría del piano es utilizada para el cierre de los episodios que rodean la muerte de algún personaje. En los primeros años se utilizó para momentos de ternura y era acompañada de un montaje de fotos como referencia. 
En 1992 se utilizó para el episodio después de la muerte de Todd Landers, personaje interpretado por el actor Kristian Schmid y fue utilizado de nuevo para la muerte de James "Jim" Robinson y Helen Daniels, personajes interpretados por el actor Alan Dale y la actriz Anne Haddy. 

### Última emisión
El 28 de julio de 2022, el canal 10 Peach, emitió el último capítulo terminando así 37 años de transmisión ininterrumpida, siendo así una de las series televisivas con mayor duración del mundo.
| Versión | Artista                       | Duración                        |
| ------- | ----------------------------- | ------------------------------- |
| 1       | Barry Crocker                 | Marzo de 1985-junio de 1989     |
| 2       | Barry Crocker                 | Junio de 1989-mayo de 1992      |
| 3       | Greg Hind                     | Mayo de 1992-diciembre de 1998  |
| 4       | Paul Norton y Wendy Stapleton | Enero de 1999-diciembre de 2001 |
| 5       | Janine Maunder                | Enero de 2002-julio de 2007     |
| 6       | Sandra de Jong                | Julio de 2007-presente          |